# Zahodna prekodonavska
Zahodna prekodonavska je statistična regija Madžarske, ki ima središče v Gjurju. 
Obsega naslednje županije: Győr-Moson-Sopron, Železna županija (Vas megye) in Zala.
Ima površino 11.209 km², kjer živi 997,393 prebivalcev; povprečna gostota prebivalcev je tako 89 prebivalcev/km².